# 지역화폐
지역화폐(地域貨幣)는 특정 지역에서만 통용되는 대안 화폐이다. 법화와 동등한 가치의 인정 여부는 화폐에 따라 상이하다. 지역화폐는 백화점이나 대형마트에서는 사용이 불가능하고, 동네 상점이나 골목 상권에서 사용하여 골목상권 활성화를 도와주는 역할의 취지에서 주로 발행한다. 전근대 시절에도 지역화폐는 존재했던 것으로 보이나, 근대 이후 달러가 너무 압도적인 힘을 갖게 된 이후에 세계적으로 발행된 지역화폐들은 사실상 달러 견제를 위한 목적도 있었다.
지역화폐는 사용 지역 제한이 있을 수 있는 선불카드의 일종이므로, 몇몇 예외를 제외하면 온라인 상에서 현금처럼 쓸 수 없다. 또한 지역화폐는 해당 지역화폐를 발행하는 지자체의 예산으로 발행하기 때문에, 예산이 소진되면 일시적으로 충전할 수 없거나 충전이 가능하더라도 할인액이 적용되지 않은 채 충전된다.

## 지역화폐 종류
- 지류형: 종이 화폐로 시군별로 천원권·오천원권·만원권 등을 농협 등지에서 구매해서 사용할 수 있다.
- 카드형: 충전 시 체크카드로 모바일 앱이나 금융사를 통해 충전하여 대부분의 체크카드 가맹점에서 사용할 수 있다.
- 모바일: 스마트폰의 바코드 및 QR 코드를 활용하여 결재하는 식으로 사용할 수 있다.

## 대한민국의 지역화폐

### 광역지자체
| 지자체         | 명칭               | 출범        | 기타 |
| -------------- | ------------------ | ----------- | ---- |
| 서울특별시     | 서울사랑상품권     | 2020년 1월  |      |
| 부산광역시     | 동백전             | 2021년 4월  |      |
| 인천광역시     | 인천e음 전자상품권 | 2018년 8월  |      |
| 대구광역시     | 대구로페이         | 2023년 7월  |      |
| 대전광역시     | 대전사랑카드       | 2020년 5월  |      |
| 광주광역시     | 광주상생카드       | 2019년 3월  |      |
| 울산광역시     | 울산페이           | 2019년 8월  |      |
| 세종특별자치시 | 여민전             | 2020년 3월  |      |
| 경기도         | 경기지역화폐       | 2020년 1월  |      |
| 강원특별자치도 | 강원상품권         | 2016년 12월 |      |
| 제주특별자치도 | 탐나는전           | 2020년 11월 |      |

## 미국의 지역화폐
히스토리 채널에 의하면, 대표적인 지역화폐인 버크셰어가 있다. 그러나 버크셰어는 주화까지 함께 발행하고 있는 미국 달러와 달리 법률적으로 지폐로만 발행하며, 1버크셰어는 95센트의 가치를 가지고 있다. 다만 지방정부 차원상 주화는 따로 발행시킬 수 없다.

## 같이 보기
- 대안 화폐